# Alfred Schöpffe
Alfred Schöpffe (* 20. September 1917 in Kassel; † 17. Dezember 1992 in Grafing bei München) war Bildender Künstler und Kunstlehrer, Ausstatter zahlreicher Kirchen und kommunaler Gebäude.

## Leben
Alfred Schöpffe wuchs in Erkner bei Berlin auf und besuchte dort das Realgymnasium. Bei dem Kunstmaler Otto Friedrich Pape erhielt er eine Ausbildung als Gebrauchsgraphiker, Messe- und Ausstellungsgestalter. Während des Zweiten Weltkriegs wurde er „an allen Fronten“ als Frontsoldat eingesetzt (unter anderen in Russland und Stalingrad). 1945 und 1946 war er in russischer und amerikanischer Kriegsgefangenschaft. Von 1948 bis 1954 war er Student an der Akademie der Bildenden Künste, München, u. a. bei den Professoren Teutsch, Nagel und Geitlinger, wo er seit 1951 auch Meisterschüler war. Radierung studierte er bei Jonny Friedländer in Salzburg. In München war er ab 1955 freier Maler und Graphiker und ließ sich 1968 in Grafing nieder, wo er mit seiner Frau, der Künstlerin Elisabeth Schöpffe (1926–2020), bis zu seinem Tod 1992 lebte und arbeitete. Einige seiner Werke zeigen Sujets aus Grafing und sind auch an Grafinger Gebäuden zu sehen.

## Werk
Schöpffe war Bildender Künstler und Kunstlehrer (Grafik, Malerei, Email-, Glas-, Mosaik- und Textilkunst), Ausstatter zahlreicher Kirchen (z. B. St. Klara, St. Elisabeth, St. Anton, St. Wolfgang und Albertinum in München; St. Elisabeth und St. Michael in Kassel; Dom in Freising; Augustinerkonvent in Zwiesel, St. Pankratius in Emmering) und kommunaler Gebäude (z. B. Rathaus und Stadthalle Grafing) im öffentlichen Auftrag.

### Arbeitsgebiete
Öl- und Aquarellmalerei, Wandmalerei, Graphik und Druckgraphik (Radierung, Lithographie, Monotypie, Holzschnitt), Kunstglasfenster, Teppiche, Natursteinmosaik, Email- und Bronzearbeiten.

### Ausstellungen
Zahlreiche Ausstellungen im In- und Ausland.
Werke befinden sich außer in Privatbesitz in mehreren großen und kleinen Kirchen und öffentlichen Gebäuden (in den Orten Erkner bei Berlin, Ebersberg, Grafing bei München, Vaterstetten, Rosenheim) und Sammlungen (Städtische Sammlungen München, Graphische Sammlung Veste Coburg, Diözesanmuseum Freising, Künstlergilde Eßlingen).

### Große Auftragswerke
Glasfenster, Wandteppiche, Mosaiken, Emailbilder, Tabernakel, Wandmalereien, Keramikarbeiten 
für die Kirchen St. Klara, St. Elisabeth, St. Anton, St. Wolfgang, Albertinum in München; St. Elisabeth und St. Michael in Kassel; Dom zu Freising; Augustinerkonvent Zwiesel; St. Pankratius in Emmering; 
Glasfenster für Rathaus und Stadthalle in Grafing.

### Preise
Mehrere Preise für Glasfenster und Wandmalereien, darunter beim Wettbewerb für die Elisabethkirche in Marburg sowie beim Wettbewerb „Ein Christusbild für die Liturgie von heute“ (Diözesanmuseum Freising).

## Deutung
In seinem umfangreichen Werk beschäftigte sich der Künstler Alfred Schöpffe immer wieder mit religiösen Themen. Als Absolventen der Akademie der Bildenden Künste in München eröffneten dem gläubigen Katholiken ab Mitte der 1950er Jahre zahlreiche Aufträge zur künstlerischen Ausgestaltung von Kirchen die Möglichkeit, sich intensiv mit den Botschaften des christlichen Glaubens auseinanderzusetzen.
Wie in seinem übrigen Œuvre, so bediente sich Schöpffe auch in seinen religiösen Arbeiten unterschiedlichster Techniken, etwa der Grafik, der Malerei, der Email-, Glas-, Mosaik- oder der Textilkunst. Eine gewisse Vorliebe entwickelte er schon früh für die Druckgrafik. In diesem Bereich fand auch sein handwerklicher Hang zum Experimentieren mit der Materie den größten Niederschlag.
Von seinen Ausdrucksarten her tendierte Schöpffe auf Grund seines Naturells eher zum Ernsthaften, Innigen, Expressiven. Entsprechend erfolgte in seinem Schaffen nach naturalistischen Anfängen sehr rasch eine Verdichtung der Gestaltung, eine immer stärkere Reduktion auf das Wesentliche, eine zunehmende Abstraktion, ganz im Sinne des Spätexpressionismus.
Überzeugt davon, dass Bilder sprechen müssten, stellte Schöpffe an seine Werke den Anspruch, dass diese nicht nur Abbilder sein dürften, sondern darüber hinaus Gebilde, Gestalt sein müssten. Dabei sollten sie indes nicht nur das Können des Künstlers unter Beweis stellen, sondern zudem eine Botschaft transportieren, also Künder sein.
Und so künden die Arbeiten Schöpffes von seiner Lebenserfahrung, von seinen Ansichten, Einsichten und seiner christlichen Weltanschauung. Demgemäß steht immer wieder auch Gott, die göttliche Schöpfung und hier insbesondere der Mensch im Mittelpunkt der Betrachtung. 
Bei der Inaugenscheinnahme des von Schöpffe hinterlassenen Œuvres werden bei den Werken unmittelbar religiösen Inhalts als Themenschwerpunkte die Geburt, der Tod und die Auferstehung Christi erkennbar. Diese stehen denn auch im Mittelpunkt der Sonderausstellung. Intensiv beschäftigte sich der Künstler daneben unter anderem auch mit dem Leben und Wirken des heiligen Franziskus, dessen Sonnengesang er ein ganzes Mappenwerk widmete. Doch auch in vorderhand weltlichen Arbeiten wie dem Zyklus „Bayern am Beispiel des Landkreises Ebersberg“ finden sich wiederholt religiöse Anklänge, etwa wenn für Grafing stehend die traditionsreiche örtliche Leonhardifahrt in den Blick genommen wird.